# Hernán Hipólito Cornejo
Hernán Hipólito Cornejo (Salta, 22 de julio de 1945 – 15 de febrero de 2024) fue un político, contador y embajador argentino en Ecuador. Ocupó el cargo de Gobernador de Salta entre el 10 de diciembre de 1987 y el 10 de diciembre de 1991

## Carrera
Perteneció a una destacada familia política de Salta, iniciando su carrera en el Partido Justicialista ocupando diversos cargos a nivel local. Se casó con María Josefa Alzueta, con quien tuvo tres hijas.doctorándose en jurisprudencia en el año 1900 con diploma de honor, con una tesis sobre "Contrato de la Sociedad Conyugal."
Electo Gobernador de Salta ejerciendo sus funciones entre el 10 de diciembre de 1987 y el 10 de diciembre de 1991. Llevó a cabo una modificación al Código Contravencional referido a erradicar la discriminación por raza, religión, nacionalidad, ideología, opinión política o gremial, sexo, orientación sexual, posición económica, condición social o caracteres físicos; la expropiación de un inmueble de propiedad del Ingenio San Isidro-Dpto.Gral Güemes destinado a la construcción de un parque industrial, el nuevo Régimen Promoción Forestal. Ley N.º 6609, Ruta Provincial N.º 33, pavimentación tramo Los Laureles y Enripiado Ruta 40; la Ley  N.º 6547, Declaración de bienes de funcionarios públicos; Ley N.º 6555, Carta municipal de la ciudad de Tartagal;  Ley N.º 6556, Creación Caja de Jubilaciones y Pensiones médicas de la Provincia; Ley N.º 6557, Creación Fondo Provincial del Gas; Ley N.º 6570, Colonización de Tierras.Esta bleció por ley la inamovilidad de los jueces; se establecieron nuevas atribuciones a las municipalidades; se ordenaba el fomento de la salud pública y la educación, que pasaba a ser totalmente financiada por el estado provincial.
Concentró buena parte de sus esfuerzos en el desarrollo de la extracción petrolera y en un extenso plan de obras públicas con la participación de las ganancias de las regalías de esa industria. Construyó el gasoducto hasta San Lorenzo (Santa Fe), y creó una importante red de distribución domiciliaria de gas natural. Extendió la electrificación de las localidades del interior de la provincia, pavimentó cientos de cuadras de las ciudades y creó varios hospitales entre ellos el central de Metan, el de Tartagal y el  materno infantil de Salta.
Fue Ministro de Economía provincial y presidente del directorio del Banco de la Provincia de Salta durante el gobierno de Roberto Romero. Cornejo, quien había sido elegido por el PJ, debió soportar la oposición de la Unión Cívica Radical.
En 1996 fue nombrado Secretario de Empleo y Capacitación Laboral del Ministerio de Trabajo de la Nación por el presidente Carlos Menem. Se mantuvo en el cargo hasta 1998. Posteriormente fue designado Embajador argentino en Ecuador manteniéndose hasta la presidencia de Eduardo Duhalde.
Durante la gestión de Juan Manuel Urtubey fue designado como representante del gobierno salteño ante organismos internacionales y del organismo de integración regional ZICOSUR. En 2012, luego del intercambio de las cartas reversales entre Argentina y Chile se acordó el establecimiento en el Paso de Sico de un Control Integrado de Cabecera Única, se dio inicio a las obras de ampliación de la primera etapa abarcando los sectores de viviendas y control de equipaje y personas. Las mismas finalizaron en abril de 2014. En el transcurso de 2015, se terminó de equipar al Complejo Fronterizo conforme los requerimientos planteados por los Organismos de Frontera chilenos Como resultado el Complejo del Paso Internacional de Sico comenzó a funcionar como Área de Control Integrado a partir de 2015 con el establecimiento definitivo de los Organismos de Frontera Chilenos.
Cornejo fue elegido en 2015 diputado por el Parlasur con el 40,8% de los votos, frente al 28,08% de Unidos por una Nueva Alternativa y el 23,54 de Cambiemos.
Como diputado del Parlasur presentó un proyecto de ley para que el Estado argentino concluyera las obras de infraestructura en el Control Fronterizo Internacional de Cabecera Única del Paso de Sico, límite entre la provincia de Salta y el Norte de Chile y también las obras pendientes en el Ramal C-14 “Ramal Trasandino Norte”. y un proyecto para que el río Bermejo fuera considerado un recurso del Mercosur, ya que lo comparten Argentina y Bolivia, como elemento enriquecedor del tráfico en la hidrovía y las posibilidades de abaratar costos a los sectores productivos de la región.
Falleció a los 78 años, luego de transitar una grave enfermedad.